# Рейнджер-7
Рейнджер-7 — американський безпілотний космічний апарат, призначений для передачі зображень місячної поверхні з високою роздільною здатністю впродовж останніх хвилин польоту до зіткнення з поверхнею.
Другий з чотирьох апаратів блоку 3.

## Опис
Апарати блоку 3 висотою 3,6 м мали шестикутну базу діаметром 1,5 м. До бази кріпилися рушійна установка, джерело живлення, башта у формі зрізаного конуса використовувалася для розміщення 6 телекамер. На вершині башти розташовувалася циліндрична частково ненаправлена антена. Спрямована антена з високим коефіцієнтом підсилення, що розкривалася в польоті, була прикріплена знизу до бази.
Дві панелі сонячних батарей довжиною шириною 73,9 см і довжиною 153,7 см загальним розмахом 4,6 м, що розкривалися в польоті, опозитно кріпилися знизу до бази.
Корекція траєкторії польоту здійснювалась однокомпонентним двигуном тягою 224 Н.
Орієнтацію у 3-ох площинах забезпечували 12 газових мікродвигунів, 3 гіроскопи, 4 головні та 2 додаткові сонячні й 1 земний сенсори,
Живлення забезпечували 9792 сонячні елементи у двох панелях загальною площею 2,3 м³, потужністю 200 Вт. Дві срібноцинкові акумуляторні батареї місткістю 1,2 кВт·год з номінальною напругою 26,5 В забезпечували окрему роботу системи зв'язку або телевізійних камер впродовж 9 годин. Дві срібноцинкові акумуляторні батареї місткістю 1 кВт·год використовувалися для живлення інших систем апарата.
Апарат мав 6 телевізійних камер.
Система зв'язку:
- параболічна спрямована антена з високим коефіцієнтом підсилення,
- циліндрична частково ненаправлена антена з низьким коефіцієнтом підсилення,
- передавачі:

- телевізійний потужністю 60 Вт з частотою 959,52 МГц;
- телевізійний потужністю 60 Вт з частотою 960,05 МГц;
- потужністю 3 Вт з частотою 960,58 МГц.

Обладнання перетворювало відеосигнал у радіохвилі і передавало за допомогою антени з високим коефіцієнтом підсилення.

## Політ
Рейнджер-7 було успішно запущено 28 липня 1964 на низьку опорну орбіту висотою 192 км. Через півтори години після запуску розгінний блок вивів апарат на траєкторію зіткнення з Місяцем. Після відокремлення від Аджени Рейнджер-7 розкрив панелі сонячних батарей, увімкнув систему орієнтації і почав передачу даних параболічною спрямованою антеною з високим коефіцієнтом підсилення замість циліндричної частково ненаправленої антени з низьким коефіцієнтом підсилення
29 липня 1964 року, о 10:27 UTC, апарат успішно здійснив корекцію курсу.
31 липня 1964 року, о 13:08:45 UTC, на висоті 2110 км від поверхні Місяця телекамера почала передачу зображень. Упродовж 17 хвилин було надіслано 4308 знімків. Останній знімок, отриманий до зіткнення, мав роздільну здатність 0,5 м.
31 липня 1964 року, о 13:25:48.82 UTC, після 68,6 години польоту на швидкості 2,62 км/с апарат зіткнувся з поверхнею Місяця між Морем Хмар і Океаном Бур (10°38′02″ пд. ш. 20°40′38″ зх. д. / 10.6340° пд. ш. 20.6771° зх. д.). На честь цієї події цю ділянку того ж року назвали Морем Пізнаним.